# Lorenza Avemanay
Lorenza Avemanay var en indiansk upprorledare. Hon ledde ett uppror mot det spanska styret i Ecuador år 1803. Hon tillfångatogs och avrättades av den spanska kolonialmakten.